# Secretaria de Estado dos Negócios Estrangeiros e da Guerra
A Secretaria de Estado dos Negócios Estrangeiros e da Guerra (SENEG) foi o departamento governativo de Portugal, responsável pela administração dos assuntos relativos às relações externas e ao Exército, de 1736 até 1822. 
Após sua criação, o Conselho de Guerra ficou com sua importância limitada. 
A SENEG foi criada por Alvará de 28 de Julho de 1736 do Rei D. João V, no âmbito da reforma da administração central, que organizou o governo na moderna forma de divisão em ministérios especializados num determinado sector governativo. Até então, o governo incluía dois secretários de estado, o da Assinatura de Documentos Régios e o das Mercês, além do escrivão da puridade. Estes membros do governo não eram especializados em nenhum assunto governativo específico, actuando sim em todas as áreas. 
A partir daí, o governo passou a ser constituído por secretários de Estado especializados, sendo criadas as Secretarias de Estado dos Negócios Interiores do Reino, dos Negócios da Marinha e dos Domínios Ultramarinos e dos Negócios Estrangeiros e da Guerra.
Depois de breves períodos de separação eventual, em 1822, a Secretaria de Estado dos Negócios Estrangeiros e da Guerra é dividida em duas: a Secretaria de Estado dos Negócios Estrangeiros e a Secretaria de Estado dos Negócios da Guerra.
Cargo homólogo ao atual primeiro-ministro.

## Lista de Secretários de Estado dos Negócios Estrangeiros e da Guerra (1736-1801)
| # | Retrato              | Secretário de Estado dos Negócios Estrangeiros e da Guerra (Nascimento–Morte) | Início do mandato       | Fim do mandato        | Governo             | Governo            |
| - | -------------------- | ----------------------------------------------------------------------------- | ----------------------- | --------------------- | ------------------- | ------------------ |
| 1 |                      | Marco António de Azevedo Coutinho (1792–1846)                                 | 28 de julho de 1736     | 1750                  |                     | João V de Portugal |
| 2 |                      | Sebastião José de Carvalho e Melo (interino) (1797–1865)                      | 2 de agosto de 1750     | 1756                  | José I de Portugal  |                    |
| 2 | [[Ficheiro:\|200px]] | Luís da Cunha Manuel (1780–1847)                                              | 6 de maio de 1756       | 1775                  | José I de Portugal  |                    |
| 3 | [[Ficheiro:\|200px]] | Aires de Sá e Melo (1772–1836)                                                | 2 de setembro de 1775   | 9 de dezembro de 1785 | José I de Portugal  |                    |
| 4 |                      | Martinho de Melo e Castro (1772–1836)                                         | 9 de dezembro de 1785   | 1 de maio de 1786     | Maria I de Portugal |                    |
| 5 |                      | Tomás Xavier de Lima (1772–1836)                                              | 1 de maio de 1786       | 1788                  | Maria I de Portugal |                    |
| 6 |                      | Luís Pinto de Sousa Coutinho (1772–1836)                                      | 15 de fevereiro de 1788 | 6 de janeiro de 1801  | Maria I de Portugal |                    |

## Lista de Secretários de Estado dos Negócios Estrangeiros e da Guerra (1801-1822)
| nº | Secretário                                   | Início do mandato      | Fim do mandato         |
| 7  | João de Almeida Melo e Castro                | 6 de janeiro de 1801   | ?                      |
| 8  | Luís Pinto de Sousa Coutinho                 | 6 de janeiro de 1801   | 21 de maio de 1801     |
| 9  | Rodrigo de Sousa Coutinho                    | 21 de maio de 1801     | 23 de julho de 1801    |
| 10 | João de Almeida Melo e Castro                | 23 de julho de 1801    | 25 de agosto de 1803   |
| 11 | Luís Pinto de Sousa Coutinho                 | 25 de agosto de 1803   | 5 de dezembro de 1803  |
| 12 | João Rodrigues de Sá                         | 5 de dezembro de 1803  | 15 de abril de 1804    |
| 13 | Diogo José de Noronha                        | 15 de abril de 1804    | 6 de julho de 1804     |
| 14 | António de Araújo de Azevedo                 | 6 de julho de 1804     | 26 de setembro de 1807 |
| 15 | Miguel Pereira Forjaz Coutinho Barreto de Sá | 26 de setembro de 1807 | 12 de março de 1808    |
| 16 | Rodrigo de Sousa Coutinho                    | 12 de março de 1808    | 20 de setembro de 1808 |
| 17 | Miguel Pereira Forjaz Coutinho Barreto de Sá | 20 de setembro de 1808 | ?                      |
| 18 | Cipriano Ribeiro Freire                      | 20 de setembro de 1808 | outubro de 1809        |
| 19 | Miguel Pereira Forjaz Coutinho Barreto de Sá | 25 de outubro de 1809  | 13 de janeiro de 1810  |
| 20 | Cipriano Ribeiro Freire                      | 13 de janeiro de 1810  | 17 de setembro de 1810 |
| 21 | Miguel Pereira Forjaz Coutinho Barreto de Sá | 17 de setembro de 1810 | 28 de janeiro de 1812  |
| 22 | Fernando José de Portugal e Castro           | 28 de janeiro de 1812  | 27 de maio de 1812     |
| 23 | Fernando José de Portugal e Castro           | 27 de maio de 1812     | 12 de agosto de 1812   |
| 24 | João de Almeida Melo e Castro                | 12 de agosto de 1812   | 1813                   |
| 25 | Fernando José de Portugal e Castro           | 26 de janeiro de 1814  | 1817                   |
| 26 | António de Araújo e Azevedo                  | ?                      | ?                      |
| 27 | João Paulo Bezerra de Seixas                 | ?                      | ?                      |
| 28 | Tomás António de Vila Nova Portugal          | ?                      | ?                      |